# Ole Rasmussen
Ole Bo Rasmussen (ur. 19 marca 1952 w Amager) – piłkarz duński grający na pozycji prawego obrońcy lub pomocnika.

## Kariera klubowa
Karierę piłkarską Rasmussen rozpoczął w klubie Næstved BK. W 1971 roku zadebiutował w jego barwach w duńskiej drugiej lidze i na koniec sezonu awansował z nim do pierwszej ligi. W 1975 roku zajął z Næstved 3. miejsce w lidze.
Na początku 1976 roku Rasmussen przeszedł do Herthy Berlin. W niemieckiej Bundeslidze zadebiutował 17 stycznia 1976 w przegranym 0:2 wyjazdowym meczu z 1. FC Köln. W 1978 roku zajął z Herthą 3. miejsce w Bundeslidze. W 1980 roku Duńczyk wrócił do ojczyzny i przez dwa sezony grał w Odense BK. W 1982 roku ponownie był zawodnikiem Herthy, z którą awansował z drugiej ligi do pierwszej. W 1983 roku spadł z klubem z Berlina do 2. Bundesligi.
W 1984 roku Rasmussen wrócił do Næstved BK. W 1986 roku zajął z nim 3. miejsce w lidze, a po sezonie zakończył karierę sportową.
| Sezon   | Klub       | Kraj  | Rozgrywki     | Mecze | Bramki |
| ------- | ---------- | ----- | ------------- | ----- | ------ |
| 1971    | Næstved BK | Dania | 2. division   | ?     | ?      |
| 1972    | Næstved BK | Dania | 1. division   | ?     | ?      |
| 1973    | Næstved BK | Dania | 1. division   | ?     | ?      |
| 1974    | Næstved BK | Dania | 1. division   | ?     | ?      |
| 1975    | Næstved BK | Dania | 1. division   | ?     | ?      |
| 1975/76 | Hertha BSC | RFN   | Bundesliga    | 12    | 0      |
| 1976/77 | Hertha BSC | RFN   | Bundesliga    | 11    | 1      |
| 1977/78 | Hertha BSC | RFN   | Bundesliga    | 7     | 0      |
| 1978/79 | Hertha BSC | RFN   | Bundesliga    | 24    | 0      |
| 1979/80 | Hertha BSC | RFN   | Bundesliga    | 22    | 2      |
| 1980    | Odense BK  | Dania | 1. division   | 15    | 4      |
| 1981    | Odense BK  | Dania | 1. division   | 28    | 2      |
| 1981/82 | Hertha BSC | RFN   | 2. Bundesliga | 18    | 0      |
| 1982/83 | Hertha BSC | RFN   | Bundesliga    | 33    | 1      |
| 1983/84 | Hertha BSC | RFN   | 2. Bundesliga | 28    | 1      |
| 1984    | Næstved BK | Dania | 1. division   | 17    | 0      |
| 1985    | Næstved BK | Dania | 1. division   | 27    | 2      |
| 1986    | Næstved BK | Dania | 1. division   | 26    | 0      |

## Kariera reprezentacyjna
W reprezentacji Danii Rasmussen zadebiutował 25 września 1975 roku w zremisowanym 0:0 towarzyskim meczu ze Szwecją. W 1984 roku został powołany przez selekcjonera Seppa Piontka do kadry na Euro 84. Na tym turnieju rozegrał dwa spotkania: z Jugosławią (5:0) i z Belgią (3:2). Od 1975 do 1984 roku rozegrał w kadrze narodowej 41 meczów i strzelił jednego gola.